# جامپروکا
جامپروکا در نقشه 

نمای جامپروکا در نقشه

جامپروکا (به پرتغالی: Jampruca) یک منطقهٔ مسکونی در برزیل است که در میناز ژرایس واقع شده‌است. جامپروکا ۵٬۰۶۷ نفر جمعیت دارد.